# Un compleanno da leoni
Un compleanno da leoni (21 & Over) è un film del 2013 scritto e diretto da Jon Lucas e Scott Moore, alla prima esperienza da registi.

## Trama
Casey e Miller invitano il loro amico del college, Jeff Chang, a festeggiare il suo 21º compleanno.  Jeff rifiuta, citando un'importante intervista alla scuola di medicina la mattina seguente, organizzata dal suo prepotente padre medico; Jeff accetta finalmente di bere un drink.
In un bar, Jeff colpisce accidentalmente un ragazzo con una freccetta, facendolo infuriare.  Il trio fugge, interrompendo la chiacchierata di Casey con l'attraente amica di Jeff, Nicole.  Entusiasmato dal fatto di bere legalmente, Jeff si ubriaca e sviene.  Casey e Miller vogliono portare Jeff a casa, ma si dimenticano dove vive.
Pensando che Nicole conosca l'indirizzo di Jeff, si intrufolano in quella che credono sia la casa della sua confraternita, per poi scoprire che è di Latina.  Al piano superiore, incontrano due iniziate bendate che si sottopongono a un rituale di iniziazione.  Miller palpeggia le natiche delle ragazze e ordina loro di pomiciare.  Quando si rende conto che sono state ingannate, l'intera confraternita è furiosa.  Casey e Miller scappano, lanciando prima Jeff da un balcone del piano superiore su una piscina coperta.  Rimbalzando fuori illesi, un Jeff ubriaco vuole continuare a fare baldoria.
I ragazzi trovano Nicole a un pep rally.  Lei li indirizza al suo ragazzo, Randy, il ragazzo arrabbiato del bar.  Quando lui si rifiuta di cercare l'indirizzo nel suo telefono, i ragazzi lo rubano.  Jeff non vive più a quell'indirizzo, ma lì è in corso una festa.  Mentre cercano qualcuno che conosce l'indirizzo di Jeff, Casey e Miller lo lasciano da solo con due fattoni.  Per divertimento, spogliano Jeff, gli scrivono "Douche Bag" sulla fronte e gli incollano un orsacchiotto all'inguine.  Jeff vaga per strada, provocando un trambusto.  La polizia lo arresta e lo trasferisce al centro sanitario del campus.
Mentre Casey e Miller si dirigono verso la clinica, le vendicative ragazze della confraternita latina le rapiscono.  I ragazzi si ritrovano in un ambiente rituale, spogliati e ammanettati al pavimento.  Sono costretti a sopportare quello che hanno ingannato le due ragazze iniziate.  Imbarazzate, ammaccate e con le natiche sculacciate di un rosso acceso, vengono rilasciate e attraversano il campus indossando solo calze a tubo sui genitali.  Casey dà la colpa all'immaturità di Miller per la loro situazione, scatenando un risentimento reciproco che culmina in una rissa.
Al centro sanitario, Casey e Miller scoprono che Jeff è in attesa 24 ore su 24 a causa di un precedente tentativo di suicidio.  Incontrano Nicole.  Lei è lì con Randy, che si è infortunato al pep rally, anche se ha appena rotto con lui.
Casey e Miller riescono a capire dove vive Jeff e lo fanno uscire di nascosto dalla clinica.  Jeff, intontito e a malapena sobrio, ruba il camion di Randy, fuggendoci dentro con Miller e Casey.  Randy e i suoi amici, e anche la polizia, li inseguono fino a quando il veicolo non sbanda lungo un terrapieno, perdendo gli inseguitori.
I ragazzi arrivano all'appartamento di Jeff con poco tempo per prepararlo al colloquio.  Randy arriva, minacciando i ragazzi, ma il padre di Jeff si presenta e ribalta la situazione.  Incoraggiato da Casey e Miller, Jeff affronta il padre, dicendo che non vuole fare il medico.  Il dottor Chang lo rimprovera fino a quando Jeff gli ordina di andarsene, guadagnandosi sorprendentemente il rispetto di Randy, che ce l'ha con il proprio padre prepotente.  Casey, nel frattempo, si rende conto di essersi innamorato di Nicole e le va dietro.
Tre mesi dopo, Miller, che si è ritirato dal college e che era uno studente intelligente ma accademicamente pigro, fa domanda all'università, Casey esce con Nicole.  Jeff va a caccia di musica e ha una ragazza.

## Produzione

### Riprese
Le riprese del film sono iniziate il 22 agosto 2011 e si sono svolte tra Stati Uniti d'America e Cina, precisamente a Santa Clarita, Seattle) e Linyi.
Il budget del film è stato di 13 milioni di dollari.

### Cast
L'attore Justin Chon ha recitato nelle parti di un personaggio di dieci anni più giovane.

## Promozione
Il primo trailer del film viene pubblicato il 12 novembre 2012.

## Distribuzione
Il film è stato distribuito nelle sale statunitensi a partire dal 1º marzo 2013 mentre in quelle italiane dal 16 gennaio 2014.

## Accoglienza

### Incassi
Il film ha incassato 48,1 milioni di dollari in tutto il mondo.

## Riconoscimenti
- 2013 - Palm Springs International Film Festival
  - Registi da seguire a Jon Lucas e Scott Moore